# クリスティヤン・ヤキッチ
クリスティヤン・ヤキッチ（Kristijan Jakić, 1997年5月14日 - ）は、クロアチア・スプリト＝ダルマチア郡スプリト出身のサッカー選手。ドイツ・ブンデスリーガ・FCアウクスブルク所属。クロアチア代表。ポジションはMF。

## クラブ経歴
NKイモツキなどのユースを経て、2013年にRNKスプリトと契約。2015年にトップチームに昇格。2015-16シーズンにリーグ戦7試合に出場すると、翌2016-17シーズンに出場機会が増え24試合に出場。2017年5月にNKロコモティヴァ・ザグレブに移籍。2017-18シーズンは途中からNKイストラ1961にローン移籍でプレー。2018-19シーズン以降先発に定着し、チームの中心選手となった。
2020年7月24日、同じザグレブに本拠地を置くNKディナモ・ザグレブと契約。加入後即チームの中心を担い、2020-21シーズンは国内リーグプルヴァHNLで優勝。更にカップ戦フルヴァツキ・ノゴメトニ・クプでも優勝し、二冠を達成。移籍2年目の2021-22シーズン途中には、アイントラハト・フランクフルトが、ヤキッチの獲得に迫っていると報じられた。
2021年8月31日、アイントラハト・フランクフルトに買取オプション付きの1年間のローン移籍で加入したことが発表された。
2022年5月29日、アイントラハト・フランクフルトは買取オプションを行使し、2026年までの契約を結んだことを発表した。

## 代表経歴
2015年から3年間、ユース世代のクロアチア代表でプレーした。
2021年10月8日、2022 FIFAワールドカップ・ヨーロッパ予選のキプロス代表戦でA代表初出場。
2022年11月9日、W杯カタール大会に臨むメンバーの1人に選ばれた。

## 代表歴

### 出場大会
- クロアチア代表
  - 2022 FIFAワールドカップ

### 試合数
- 国際Aマッチ 9試合 0得点（2021年-）[7]

| クロアチア代表 | 国際Aマッチ | 国際Aマッチ |
| 年             | 出場        | 得点        |
| -------------- | ----------- | ----------- |
| 2021           | 2           | 0           |
| 2022           | 3           | 0           |
| 2023           | 0           | 0           |
| 2024           | 4           | 0           |
| 通算           | 9           | 0           |

## タイトル
ディナモ・ザグレブ
- プルヴァHNL: 2020-21
- フルヴァツキ・ノゴメトニ・クプ: 2020-21

アイントラハト・フランクフルト
- UEFAヨーロッパリーグ: 2021-22